# Hypsipyla grandella
Hypsipyla grandella is een vlinder uit de familie van de snuitmotten (Pyralidae). De wetenschappelijke naam van de soort is voor het eerst geldig gepubliceerd in 1848 door Zeller.
Hypsipyla grandella is een serieuze plaag voor bomen uit de familie van Mahonieachtigen (Meliaceae). De motten boren gaten in de jonge loten, waardoor de stengels vervormd raken. In het Engels wordt het insect hierom 'mahogany shoot borer' genoemd.